# Palaemnema brucei
Palaemnema brucei – gatunek ważki z rodziny Platystictidae. Występuje na terenie Ameryki Środkowej.